# Bleekblauwe monarch
De bleekblauwe monarch (Hypothymis puella) is een zangvogel uit de familie Monarchidae (monarchen).

## Verspreiding en leefgebied
Deze soort komt voor op en rondom Sulawesi en telt twee ondersoorten:
- H. p. puella: Sulawesi en de nabijgelegen eilanden.
- H. p. blasii: Banggai- en de Soela-eilanden.

## Status
De grootte van de populatie is niet gekwantificeerd maar de soort wordt omschreven als wijdverspreid en algemeen. Op de Rode lijst van de IUCN heeft deze soort de status niet bedreigd.